# 1996 CQ
1996 CQ är en asteroid i huvudbältet som upptäcktes den 1 februari 1996 av Beijing Schmidt CCD Asteroid Program vid Xinglong-observatoriet.